# Stewart Sharpless
Pour les articles homonymes, voir Sharpless.
Stewart Sharpless, né le 29 mars 1926 à Milwaukee et mort le 19 janvier 2013, est un astronome américain ayant effectué des travaux importants sur la structure de la Voie lactée.

## Biographie
En tant qu'étudiant de niveau universitaire à l'observatoire Yerkes, il travailla sous la direction de William Morgan avec son camarade étudiant Don Osterbrock. En 1952, ils publièrent leurs observations démontrant la structure spirale de la Voie lactée en estimant les distances de régions H II et de jeunes étoiles chaudes. Pendant quelque temps, Sharpless travailla à l'observatoire du Mont Wilson où il participa à la photographie de galaxies avec Walter Baade et Edwin Hubble.
En 1953, Sharpless rejoignit l'équipe de l'observatoire de Flagstaff de l'United States Naval Observatory. Il y repéra et catalogua les régions H II de la Voie lactée à l'aide des photos du Palomar Sky Survey. À partir de ce travail, Sharpless publia son catalogue de régions H II en deux éditions, la première en 1953 contenant 142 nébuleuses. La seconde édition fut publiée en 1959 avec 313 nébuleuses (voir catalogue Sharpless).
Stewart Sharpless est actuellement professeur émérite du département de physique et d'astronomie à l'université de Rochester.